# 森山村 (徳島県)
森山村（もりやまそん）は、徳島県麻植郡にあった村。現在の吉野川市鴨島町の南部にあたる。

## 地理
- 山岳 ： 向麻山
- 河川 ： 飯尾川

## 歴史
- 1889年（明治22年）10月1日 - 町村制の施行により、森藤村・山路村・内原村および中島村の大部分の区域をもって発足。
- 1954年（昭和29年）3月31日 - 鴨島町・西尾村・牛島村と合併し、改めて鴨島町が発足。同日森山村廃止。

## 交通

### 道路
- 国道192号